# María Luisa de Ramón-Laca Blanco
María Luisa de Ramón-Laca Blanco es Licenciada en Psicología, trabajadora social y experta en discapacidad intelectual. Por su vinculación con el movimiento asociativo, fue secretaria de la Confederación Plena inclusión (conocida entonces como FEAPS), vicepresidenta de Inclusion International, presidenta del CERMI-Madrid y presidenta de Plena inclusión Madrid.
Ramón-Laca empezó su labor en el movimiento asociativo en 1962 y trabajó en la Fundación Gil Gayarre en el colegio de educación especial, en los talleres ocupacionales, en el centro especial de empleo y formó parte de su patronato. Intervino en la elaboración del Plan Nacional de Educación Especial con el objetivo de integrarla en la educación ordinaria.

## Publicaciones
- La deficiencia mental. Aspectos médicos, humanos, legales y éticos. Dilemas éticos de la medicina actual. Varios autores y autoras. Publicado por Universidad de Comillas, Madrid. 1992.
- La experiencia de envejecer. Varios autores y autoras. Sociedad Española de Geriatría y Gerontología. Madrid. 2012.

## Reconocimientos
- Premios CERMI.es 2008 en la categoría de Trayectoria Asociativa, compartido con Miguel Pereyra.[5][6]